# Kosmetika

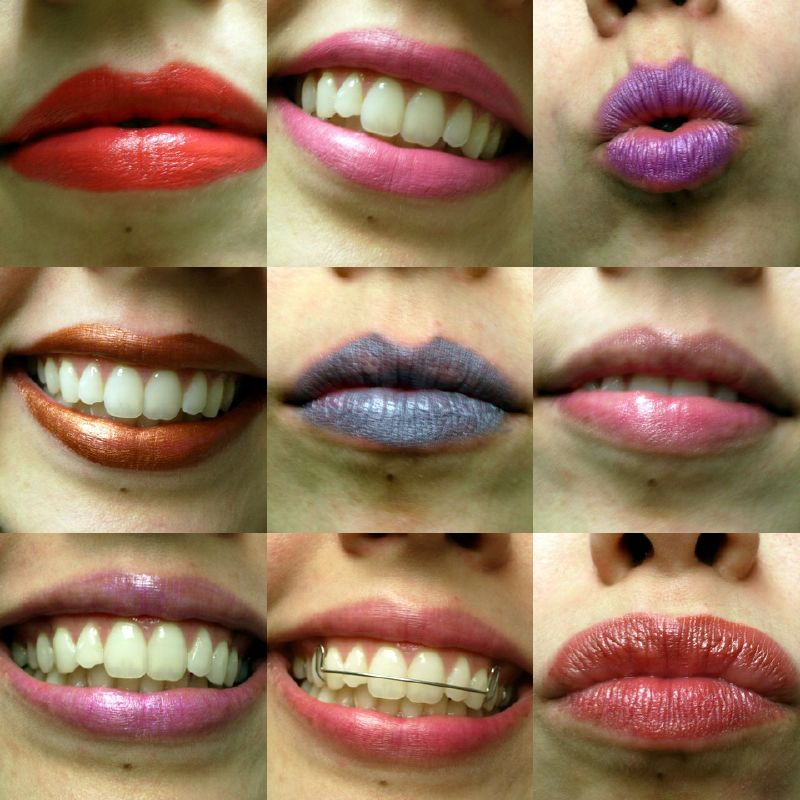
Rty po použití rtěnky

Kosmetika je lidská činnost pečující o tělesnou krásu – krásu lidského těla. Tato činnost může být prováděna různými prostředky – např. prostředky fyzikálními, chemickými či biologickými. Kosmetika také slouží k odstranění či zakrývání některých tělesných vad či konkrétních fyzických nedostatků jednotlivých osob.
Slovem kosmetika pak zkráceně nazýváme i různé přípravky a látky, které se používají právě pro tyto účely, v obchodním prostředí se jedná o běžný sortiment kosmetiky, který se obvykle prodává v drogeriích či v parfumeriích, v lékárnách, v supermarketech a na trzích. Kosmetické výrobky jsou žádaným zbožím pro mnoho lidí a prodávají se v mnoha provedeních a značkách.
Kosmetické přípravky určené k výraznější dočasné změně vzhledu se nazývají dekorativní kosmetika, lidově líčidla. Patří mezi ně například makeup, pudr, oční stíny, rtěnka, apod. Jejich hlavní složkou jsou tedy různé pigmenty. Zvláštní význam mají líčidla v divadelní a filmové tvorbě, kde pomáhají dotvořit či zvýraznit charakter postavy nebo vyjádřit její emoce.

## Právní definice
Dle Nařízení Evropského parlamentu a Rady (NEPR) 1223/2009 je Kosmetický Přípravek (KP) jakákoli látka nebo směs určená pro styk s vnějšími částmi lidského těla (pokožkou, vlasovým systémem, nehty, rty, vnějšími pohlavními orgány) nebo se zuby a sliznicemi ústní dutiny, výhradně nebo převážně za účelem jejich čištění, parfemace, změny jejich vzhledu, jejich ochrany, jejich udržování v dobrém stavu nebo úpravy tělesných pachů.
Kosmetický přípravek rovněž nesmí mít primárně léčivý účinek, má-li jej jedná se o léčivo. Přípravky jejichž primárním účelem je zajištění sterilizace pokožky nebo odstranění parazitů označujeme jako Zdravotnické prostředky (NEPR 745/2017) resp. Biocidy.
Kosmetické přípravky dále upravuje nařízení ES 655/2013 jež stanoví společná kritéria pro odůvodnění tvrzení používaných v souvislosti s KP. Cílem tohoto nařízení je zabránit lživým (vědecky nepodloženým) tvrzením a očerňování konkurence (vyzdvihování vlastnosti KP, které mají i produkty jiných značek). Tímto nařízením je např. zakázáno tvrzení, že KP ani jeho součásti nebyly testovány na zvířatech, protože tato podmínka je společná pro všechny KP na území EU a jednalo by o očerňování konkurence.

## Domácí kosmetika
Některé speciální kosmetické přípravky lze vyrobit i svépomocí po domácku z běžně dostupných přírodnin (léčivých bylin apod.). Lze vyrobit i z konopí, ale je zde omezení zákonem. Takto vyrobené přípravky nelze však uvolnit k prodeji, protože nesplňují právní požadavky na bezpečnost.

## Komerční kosmetika

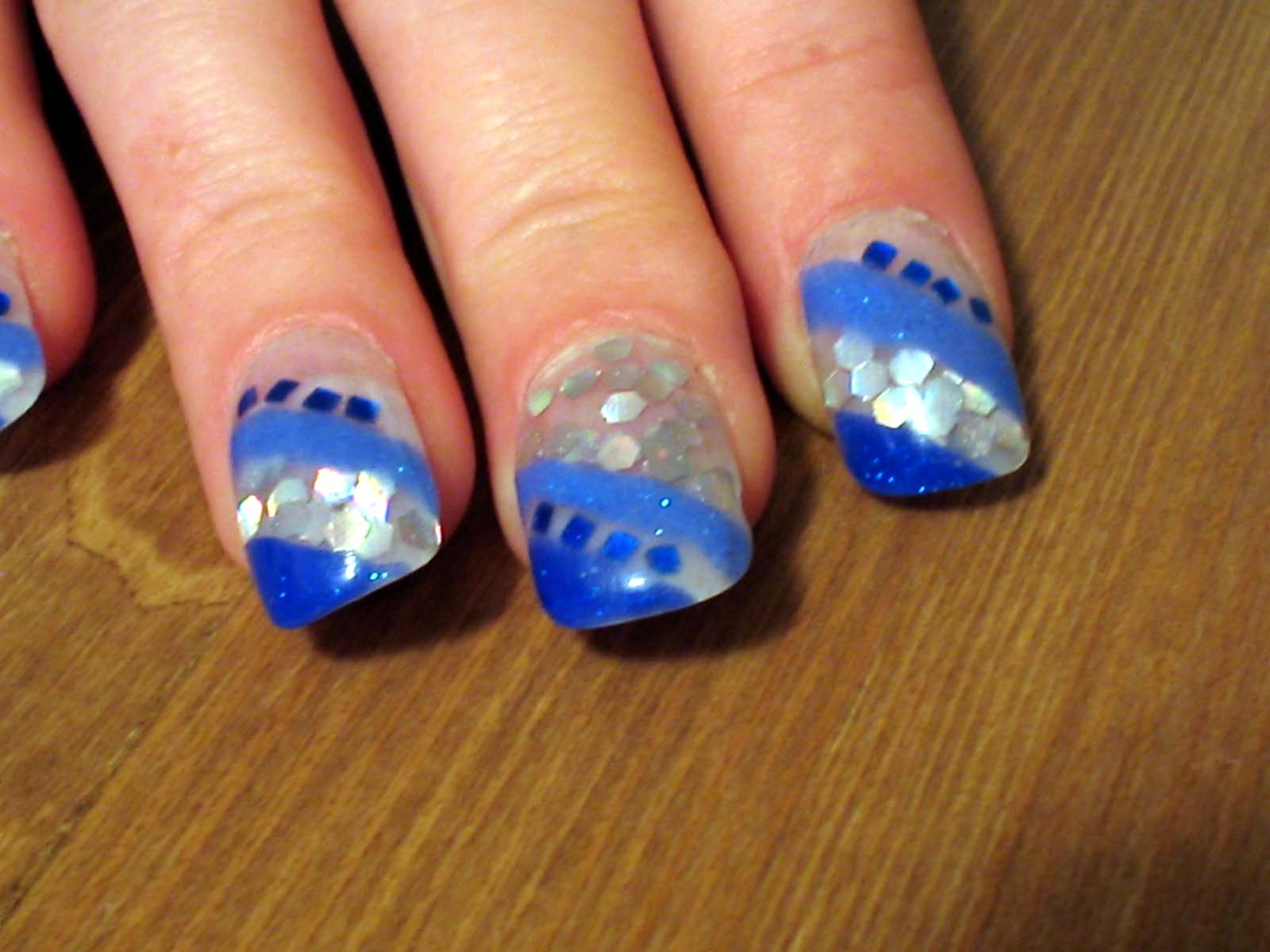
Namalované a polepené nehty

Výrobou kosmetických produktů se zabývá celé specializované odvětví chemického průmyslu zvané kosmetický průmysl. Mezi nejvýznamnější světové výrobce kosmetiky patří společnosti L´Oréal, Max Factor, Nivea, Oriflame, Avon, Garnier, Maybelline, Dove, Palmolive, Schwarzkopf, Bioderma, Vichy a Dermatherm. Zkrášlováním lidského těla se zabývají také specializované firmy typu kosmetických salónů, vlasových studií apod. Služby poskytované těmito firmami mohou zahrnovat i další doprovodné práce a služby jako je lázeňství, kadeřnictví, holičství, posilovny, manikúra, pedikúra, masážní služby apod.

## Biokosmetika a přírodní kosmetika
V posledních letech lze pozorovat nárůst spotřeby kosmetických produktů označovaných pojmy biokosmetika nebo také přírodní kosmetika (organická kosmetika). Důvody tohoto nárůstu jsou např. velké množství alergických reakcí způsobených vysokým obsahem chemických přísad klasické komerční kosmetiky. 
Přírodní a bio kosmetika nejsou v právní úpravě nijak rozlišeny od standardní kosmetiky prodávané na území EU. Stejně jako standardní kosmetika musí splňovat požadavky na bezpečnost dle NEPR  ES 1223/2009. Biokosmetika a přírodní kosmetika je tak chápána jako dobrovolný nadstandard, jehož plnění zajišťují soukromé certifikační organizace, vydávající certifikáty jakosti většinou pro jednotlivé výrobky, nebo i výrobce.
Bio produkty jsou však upraveny nařízením NEPR 834/2007 O ekologickém zemědělství.
Pro získání certifikátu, umožňující označit produkt jako biokosmetiku, nesmí finální produkt obsahovat řadu (nařízením 1223/2009 povolených) složek většinou syntetického původu. Certifikační organizace vypracovává standardy –⁠ pozitivní seznamy látek a směsí v biokosmetice povolených.
Certifikačním orgánem pro loga CPK a CPK Bio je KEZ o.p.s.
CPK –⁠ CERTIFIKOVANÁ PŘÍRODNÍ KOSMETIKA
Takový kosmetický přípravek, který splnil parametry Standardů, obsahuje minimálně 85% složek přírodního původu, certifikační organizace KEZ o.p.s. vydala na kosmetický přípravek certifikát a obsahuje výhradně látky ze skupiny surovin uvedených v Příloze č. 1 Standardů.
CPK bio
Takový kosmetický přípravek, který splnil parametry Standardů pro CPK a obsahuje minimálně 90% surovin přírodního původu, přičemž minimálně 20 % hmotnostního podílu přírodních složek musí být BIO.

## Kosmetická chemiea bezpečnost
Jedná se o předmět vyučovaný na VUT (Vysoké učení technické v Brně) bakalářské studium. Často se lze dnes setkat s informacemi a pochybami o bezpečnosti různých kosmetických výrobků v souvislosti s obsahem škodlivých chemických látek nebo alergenů.
Nejčastější příčinou alergií na kosmetiku jsou její vonné složky, které mohou obsahovat alkoholy, či jiné pokožce neprospěšné látky.
Obecně platí, že povolené a zakázané látky v kosmetice upravují na území EU přílohy II-VIII nařízení ES 1223/2009, obsahující pozitivní seznam látek s omezením, barviv, konzervantů a UV filtrů a negativní seznam látek v kosmetice zakázaných. Přítomnost nanomateriálů v kosmetice je nutno hlásit evropské komisi 6 měsíců před uvedením kosmetického přípravku na trh.
Bezpečnost přípravků nesplňujících definici KP dle NEPR 1223/2009, upravuje směrnice č. 95/2001 ES O všeobecné bezpečnosti výrobků, zapracovaná do zákona č. 102/2001 Sb. O obecné bezpečnosti výrobků.